# 벨로아

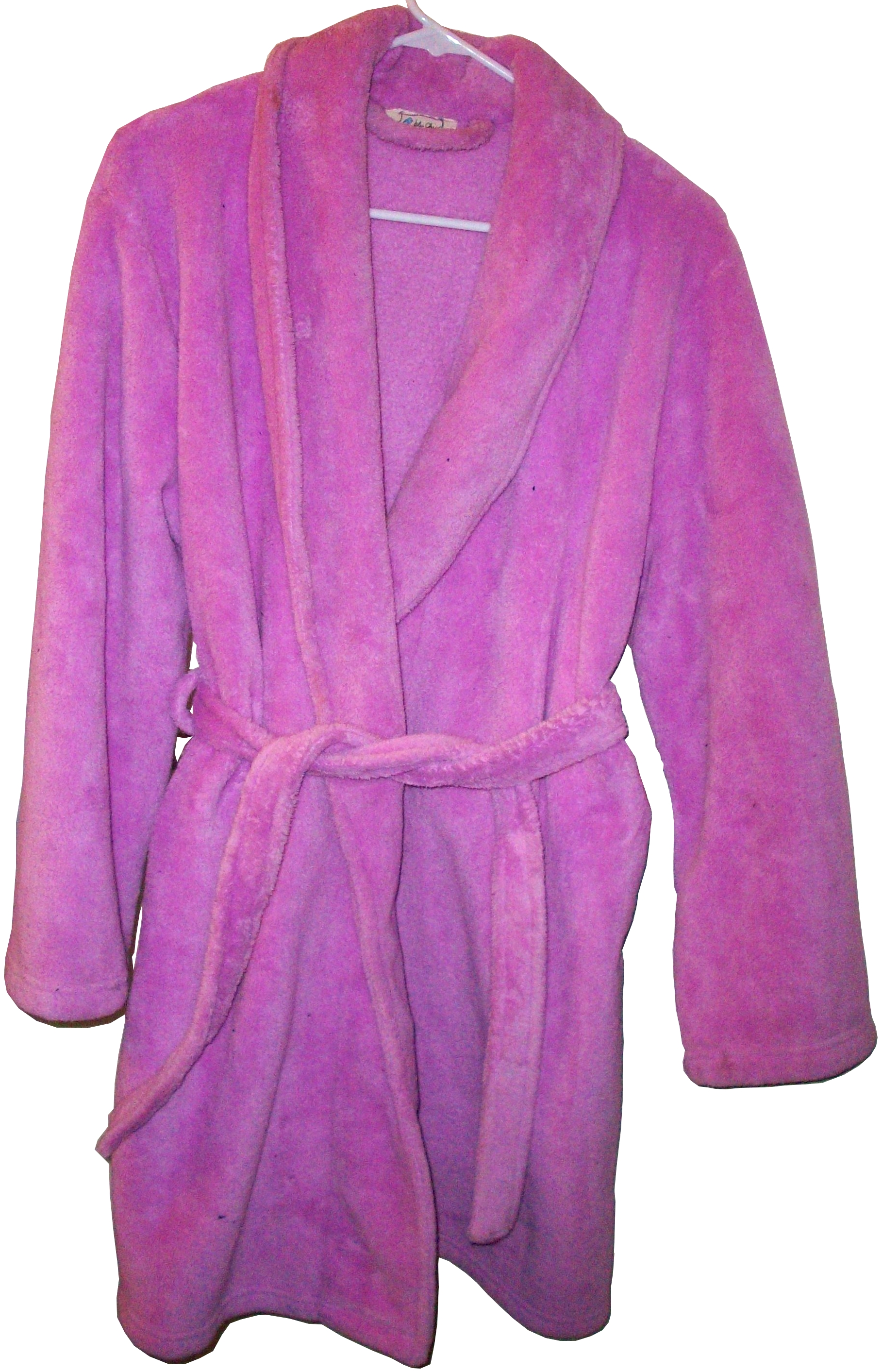
100% 폴리에스테르로 만든 핑크 벨로아 목욕 가운.

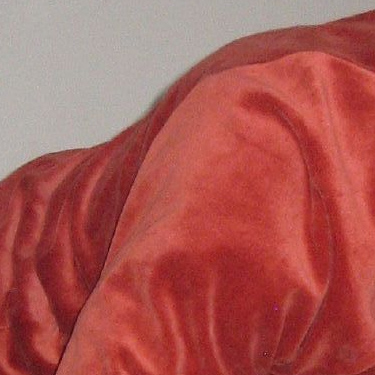

벨로아(velour, velours)는 우단, 벨베틴과 비슷한 직물이다. 보통은 면섬유로 만들지만 폴리에스테르와 같은 합성 물질로 만들 수도 있다. 벨로아는 의류와 소파 덮개를 포함한 여러 부문에서 사용되고 있다.
벨로아는 거친 천연 가죽을 의미하기도 하며 이를 벨로아 가죽(velour leather)으로 부른다.

## 같이 보기
- 벨베틴